# Dyuzkyrykly
Dyuzkyrykly (ryska: Дюз Кырыклы) är en ort i Azerbajdzjan.   Den ligger i distriktet Tovuz Rayonu, i den västra delen av landet, 300 km väster om huvudstaden Baku. Dyuzkyrykly ligger 376 meter över havet och antalet invånare är 5 808.
Terrängen runt Dyuzkyrykly är platt åt nordost, men åt sydväst är den kuperad. Runt Dyuzkyrykly är det ganska tätbefolkat, med 108 invånare per kvadratkilometer.. Närmaste större samhälle är Qovlar, 5,5 km väster om Dyuzkyrykly.
Trakten runt Dyuzkyrykly består till största delen av jordbruksmark.